# Schloss Michalovce
Das Schloss Michalovce (deutsch auch Schloss Großmichel genannt, slowakisch Kaštieľ v Michalovciach, auch Kaštieľ Sztárayovcov, deutsch Sztáray-Schloss genannt) ist ein Schloss in der ostslowakischen Stadt Michalovce (deutsch Großmichel). Es befindet sich am östlichen Rand des Stadtzentrums am rechten Ufer des Laborec.

## Geschichte
Auf der Stelle des heutigen Schlosses stand eine gotische Burg, ein Blockbau mit Ecktürmen, dem möglicherweise eine noch ältere Holzburgstätte vorausgegangen war. Mangels schriftlicher Quellen lässt sich die genaue Entstehungszeit nicht ermitteln, angenommen ist jedoch das 13. Jahrhundert, möglicher Bauherr war Sebeslav, Sohn des Bans Apa, der 1244 als erster bekannter adliger Besitzer von Großmichel übermittelt ist. Alternativ wird ein gewisser Jako als Vorfahr des Geschlechts Sztáray genannt. Die Aufgabe war, eine Kreuzung von regionalen Handelswegen sowie die nahe Brücke über den Laborec zu schützen. Die Burg selbst wurde zum ersten Mal 1330 als Nogmyhal erwähnt. Es ist allerdings zu bemerken, dass in mittelalterlichen Quellen auch die nahe Burg Vinné mit der gleichen Namensform genannt wird, somit ist eine Unterscheidung zuweilen schwierig.
Gegen Mitte des 16. Jahrhunderts entstand durch einen Umbau ein befestigtes Renaissance-Schloss, bei dem an zwei Seiten des gotischen Blockbaus neue Räumlichkeiten entstanden. Auch hier ist der Bauherr nicht eindeutig bekannt, wahrscheinlich handelt es sich aber um das Geschlecht Nagymihályi oder um ein Mitglied dieses Hauses. Weitere Baumaßnahmen im 17. Jahrhundert betrafen insbesondere das Innere. Im späten 17. Jahrhundert gehörte das Schloss der Familie Bánffy, 1696 wurde es jedoch an das Geschlecht Szirmay verpachtet. Nach mehreren Streitigkeiten zwischen den Szirmays und den Sztárays ging 1746 das Schloss an Emmerich Sztáray. 1760 erfolgte ein barocker Umbau, bei dem insbesondere Wohnräume erweitert wurden. Im Zuge der Bauarbeiten entstand eine neue Kapelle. 1818 wurde zwei Flügel angebaut, sodass ein Ehrenhof entstand, die alte steinerne Befestigung um das Schloss hingegen schrittweise verschwand.
Auch nach der Gründung der Tschechoslowakei im Jahr 1918 bewohnten die Sztárays weiterhin das Schloss und nahmen die ungarische Staatsbürgerschaft an. Im Spätjahr 1944 musste die Familie das Schloss angesichts der herannahenden Front verlassen. Bei den Kämpfen in der Schlussphase des Zweiten Weltkriegs wurde das Schloss beschädigt und in der wiederhergestellten Tschechoslowakei enteignet. Aus den Sammlungen, der Bibliothek und dem Archiv der Sztárays ist fast nichts erhalten geblieben.
Nach verschiedenen Zwischennutzungen (Polizeirevier, Direktion der Staatsforste, Lager, Sitz des städtischen Nationalausschusses usw.) wurde hier 1957 ein Regionalmuseum (seit 1965 slowakisch Zemplínske múzeum, deutsch etwa „Sempliner Museum“) eingerichtet. Bei einem Umbau von 1968 bis 1972 für die Bedürfnisse des Museums verschwand die historische Aufteilung im Inneren des Schlosses größtenteils. Ein weiterer Umbau wurde von 2015 bis 2019 durchgeführt.